# Hrobka palatinů
Hrobka palatinů, případně Palatinská hrobka (maďarsky nádori kripta, německy Palatinusgruft) na Budínském hradě je pohřebiště uherské větve habsbursko-lotrinského rodu, kterou založil uherský palatin arcivévoda Josef (1776–1847). Za druhé světové války nebyla na rozdíl od jiných částí hradu zničena. Dnes je zde pohřbeno 26 osob. Pohřebiště spravuje Maďarská národní galerie.

## Historie

### Období 1769–1945

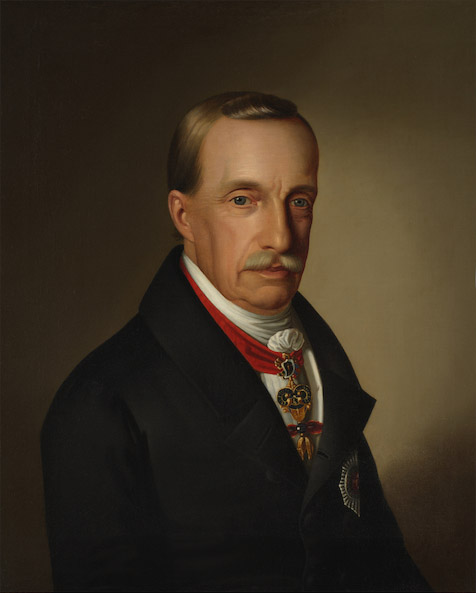
Arcivévoda Josef Antonín, uherský palatin (obraz od Miklóse Barabáse z roku 1846)

V roce 1769 byl na Budínském hradě dokončen zámecký kostel zasvěcený svatému Zikmundovi. V kryptě pod tímto kostelem byli zpočátku pohřbíváni zemřelí z měšťanské vrstvy.
První příslušnicí habsbursko-lotrinského rodu, která zde byla v roce 1820 pohřbena, byla arcivévodkyně Alžběta Karolína, dcera palatina Josefa z jeho třetího manželství, které bylo pouhých 23 dní. V roce 1837 následoval arcivévoda Alexander Leopold Ferdinand, palatinův třináctiletý syn. Po těchto dvou pohřbech se arcivévoda Josef v roce 1838 rozhodl rozšířit kryptu pod zámeckým kostelem jako dědičné pohřebiště pro sebe a své potomky. Poté, co k tomu dostal povolení od císaře Ferdinanda I., pověřil realizací projektu architekta Franze Hüppmanna. Stavební práce byly zahájeny 23. března 1838 a během nich byly exhumovány rakve všech osob do té doby pohřbených v této hrobce, které nepatřily k habsbursko-lotrinskému rodu. Místo nich nechal arcivévoda Josef do nově upravené hrobky přenést rakev své dcery Alexandriny, která zemřela jako nemluvně v roce 1801, a rakev své druhé manželky Hermíny, která zemřela v roce 1817. Arcivévodkyně Hermína byla protestantského reformovaného vyznání a původně byla pohřbena v kryptě reformovaného kostela na Kalvínském náměstí v Pešti, ale po ničivých povodních v roce 1838 byly její ostatky přeneseny do Hradního paláce a odtud do krypty zámeckého kostela.
V revolučním roce 1849 byl Budínský hrad včetně zámeckého kostela sv. Zikmunda těžce poškozen. Poškozena byla i krypta pod kostelem. Obnovou a dalším rozšířením byl pověřen architekt August Pollack, syn Mihályho Pollacka. Po smrti arcivévodkyně Marie Dorothey v roce 1855 pokračovali v pracích z pověření arcivévody Josefa Karla architekti Miklós Ybl a později Alajos Hauszmann. Velkolepý pohřební pomník arcivévody Josefa Antona navrhl sochař György Zala (1858–1937).

### Období 1945–1989

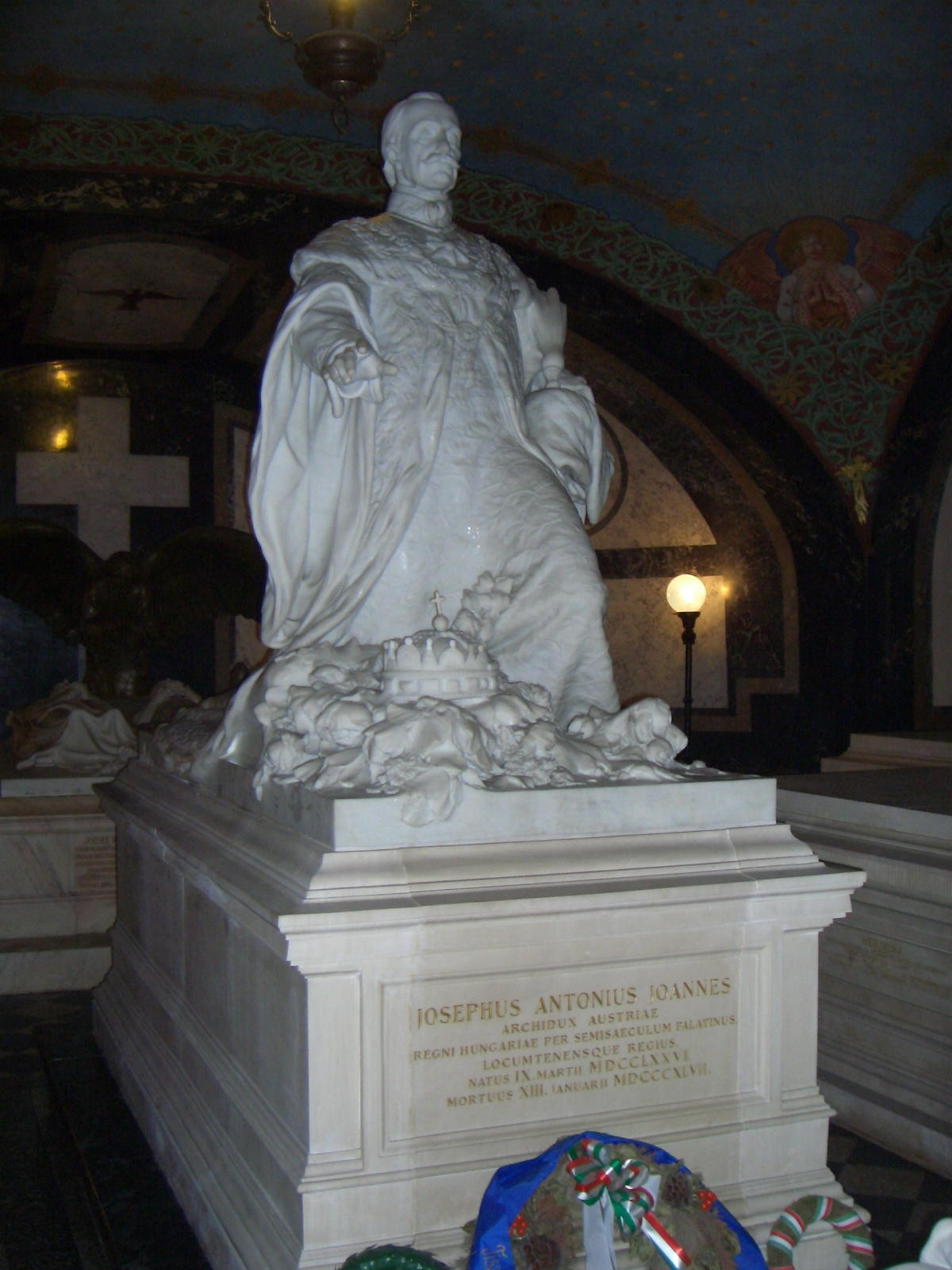
Honostný náhrobek arcivévody Josefa, práce sochaře Györgyho Zaly

Na rozdíl od hradního paláce, který byl na konci druhé světové války během bitvy o Budapešť téměř zcela zničen, Palatinská hrobka přežila boje téměř bez úhony. Jako jediná krypta v hradním areálu zůstala v původním stavu, ale nebyla přístupná veřejnosti.
Když se Maďarsko v roce 1949 stalo lidově demokratickým státem, kde vládli komunisté, Habsburkové, kteří zde stále žili, opustili zemi a uprchli na Západ. Většina potomků arcivévody Josefa následně žila v Německu, včetně arcivévody Josefa Augusta († 1962) a jeho manželky Augusty Marie Bavorské († 1964). Oni i jejich příbuzní, kteří zemřeli mimo Maďarsko, byli zpočátku pohřbíváni v jednoduché rodinné hrobce na hřbitově ve Feldafingu u Starnberského jezera.
Zámecký kostel sv. Zikmunda, který se nacházel nad Palatinskou hrobkou, byl v roce 1961 zbořen, ale podzemní krypty a sarkofágy v nich umístěné se zachovaly. V průběhu rekonstrukce hradního paláce (1966 až 1978) byla nad hrobkou postavena výstavní budova Maďarské národní galerie.
V době, kdy probíhala rekonstrukce Hradního paláce, byla Palatinská hrobka dvakrát, v letech 1966 a 1973, prohledána vykradači hrobů. Při vloupání v roce 1973 byly sarkofágy násilně otevřeny, vypleněny při hledání cenností a kosti zde pohřbených příslušníků habsbursko-lotrinského rodu byly rozházeny po celé hrobce. Ředitel Maďarské národní galerie, který byl za kryptu zodpovědný, ji poté nechal zazdít.
Poté, co byla v roce 1981 při vloupání těžce poškozena ruská pravoslavná pohřební kaple arcivévodkyně Alexandry Pavlovny († 1801, byla první manželkou arcivévody Josefa Antona) v Ürömu u Budapešti, bylo její dobře zachovalé tělo rovněž přeneseno do Palatinské hrobky a později uloženo do kamenného sarkofágu vedle hrobky arcivévody Josefa. Poté, co bylo mauzoleum Alexandry Pavlovny v Ürömu v letech 2003–2004 důkladně zrekonstruováno, byly do Ürömu vráceny i její ostatky, které zde byly 11. září 2004 slavnostně znovu pohřbeny.
V letech 1985–1987 byla hrobka palatinů důkladně renovována. Díky angažovanosti maďarského antropologa Istvána Kiszelyho byly rozptýlené kosti znovu spojeny a důstojně pohřbeny v kamenných sarkofázích. Dne 3. října 1987 byla hrobka znovu vysvěcena za přítomnosti několika členů habsbursko-lotrinského rodu a četných hostů. Stejně tak byl v roce 1987 Hradní palác spolu s několika dalšími památkami v Budapešti zapsán na seznam světového dědictví UNESCO.

### Období od roku 1990
Po pádu komunismu v Maďarsku bylo opět možné pohřbívat členy uherské větve habsbursko-lotrinského rodu v Palatinské hrobce. V roce 1992 byly do Palatinské krypty uloženy ostatky devíti osob z potomků arcivévody Josefa Antona, které byly dříve pohřbeny mimo Maďarsko. Většina Habsburků přenesených v té době do Budapešti - jmenovitě arcivévoda Josef August († 1962) a jeho rodina - byla předtím pohřbena na hřbitově ve Feldafingu v Bavorsku.
V roce 2004 byla rakev arcivévodkyně Alexandry Pavlovny vrácena z Palatinské hrobky do její pohřební kaple v Ürömu u Budapešti poté, co bylo toto mauzoleum rok předtím důkladně renovováno.
Palatinskou kryptu je dnes možné navštívit po předchozí domluvě v Maďarské národní galerii. V současné době je zde pohřbeno 26 osob z uherské linie habsbursko-lotrinského rodu.

## Hrobky a zařízení

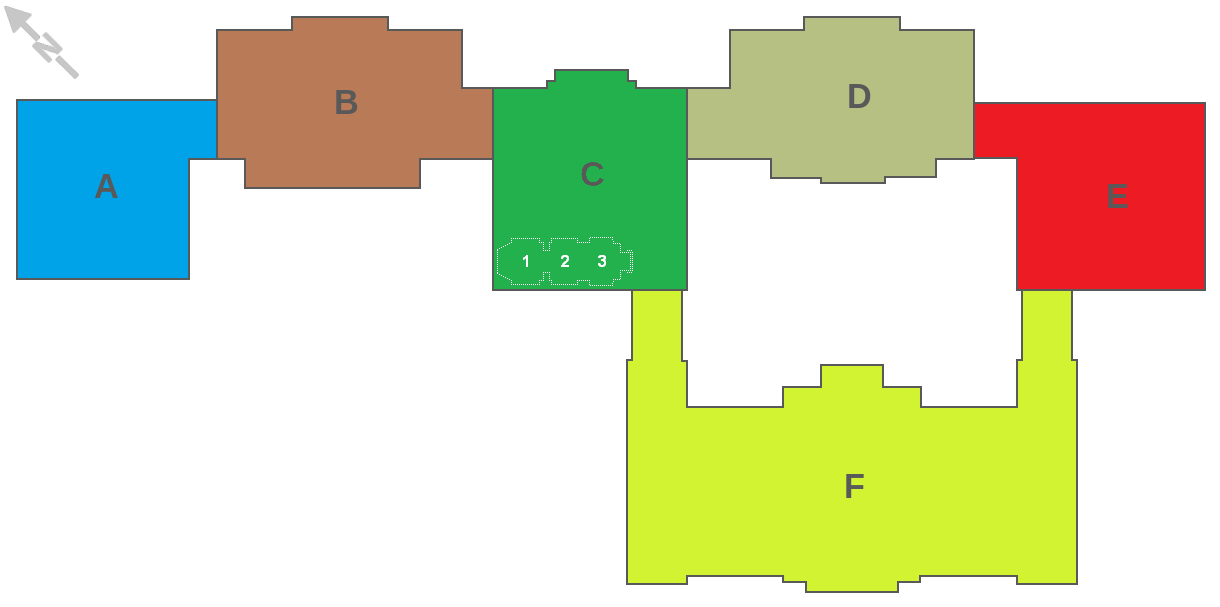
Plán Hradního paláce: budovy A, B, C, D – Maďarská národní galerie, budova E – Historické muzeum, budova F – Széchényiho národní knihovna. Pod budovou C (zelená) je Hrobka palatinů: první místnost – vnitřní hrobní prostor, druhá místnost – vnější hrobní prostor, třetí místnost – kaple.

Palatinská krypta v hradním paláci se skládá celkem ze tří místností s klenutými stropy.

### První místnost
V první hrobce jsou stěny pokryty mramorovou štukovou omítkou, zatímco klenutý strop zdobí fresky zobrazující hvězdnou oblohu a anděly v rozích. Na podlaze je teraková podlaha v barvách šedé a tmavě červené. V této místnosti Palatinské hrobky je umístěno dvanáct kamenných sarkofágů, v každém z nich je vložena utěsněná kovová rakev zesnulého. Jak se ukázalo po vloupání v roce 1973, v této hrobce jsou četná těla mumifikovaná. Uprostřed místnosti se nachází monumentální hrobka arcivévody Josefa († 1847), kterou zdobí impozantní mramorová socha od Györgye Zalyho. Bezprostředně před ní, ve vstupní části této místnosti, se nachází kamenný sarkofág jeho vnučky Alžběty Klementiny († 1866), která zemřela v útlém věku, s mramorovou sochou modlící se arcivévodkyně od Alajose Stróbla. I její tělo se po vloupání do krypty v roce 1973 ukázalo jako mumifikované a velmi dobře zachovalé, dále jsou poblíž vchodu pohřbeny předčasně zesnulé arcivévodkyně Alžběta Karolína († 1820) a Alexandrina († 1801). Obelisky jejich kamenných sarkofágů jsou zdobeny létajícími anděly a korunovány arcivévodskými klobouky. Na jižní stěně místnosti se pod velkou postavou anděla s roztaženými křídly nachází kamenný dvojitý sarkofág s ostatky arcivévody Josefa Karla († 1905) a jeho manželky Klotildy († 1927); jejich mramorové sochy vytvořil György Zala podle jejich posmrtných masek. Při restaurování v roce 1978 byly do tohoto sarkofágu uloženy také ostatky arcivévodkyně Klotyldy Marie († 1903). Napravo od něj se nachází kamenný sarkofág arcivévody Ladislava Filipa († 1895); bílá mramorová socha zesnulého byla rovněž vytvořena podle jeho posmrtné masky a jejím autorem je Alajos Stróbl. Ostatní kamenné sarkofágy v tomto prostoru krypty jsou ve srovnání s nimi mnohem prostší; jsou v nich uloženy ostatky arcivévody Štěpána († 1867), arcivévody Alexandra Leopolda († 1837), arcivévodkyně Marie Dorothey († 1855), arcivévodkyně Hermíny († 1817) a jejich dcery arcivévodkyně Hermíny Amálie († 1842).

### Druhá místnost
Druhá hrobka získala svou současnou podobu až po smrti arcivévody Josefa. Její stěny, klenutý strop a dlažba jsou řešeny podobně jako v první místnosti. Jsou zde uloženy kamenné sarkofágy arcivévodkyně Gisely Augusty († 1901) a arcivévody Matyáše Josefa († 1905), dvou dětí pozdějšího císařského a královského polního maršála arcivévody Josefa Augusta, které zemřely v útlém věku. Kamenný sarkofág mladé arcivévodkyně zdobí mramorová socha od sochaře Károlyho Senyeiho, vytvořená podle rodinné fotografie. Zde jsou také umístěny společné sarkofágy s ostatky členů habsbursko-lotrinského rodu, které byly v roce 1992 přeneseny z bavorského hřbitova Feldafing.

### Třetí místnost
Třetí místnost v kryptě slouží jako kaple a je vybavena poměrně jednoduchým oltářem. Povolení sloužit zde mše svaté udělilo ostřihomské arcibiskupství 23. dubna 1838.

## Seznam pohřbených
| Po-řadí | Jméno                                            | Datum a místo narození                 | Datum a místo úmrtí    | Otec                                                | Matka                                                     | Datum a místo svatby, choť                                                                 | Poznámky |
| ------- | ------------------------------------------------ | -------------------------------------- | ---------------------- | --------------------------------------------------- | --------------------------------------------------------- | ------------------------------------------------------------------------------------------ | --- |
| 1.      | Alexandrina                                      | 8. 3. 1801                             | 8. 3. 1801             | Josef Habsbursko-Lotrinský (č. 6)                   | Alexandra Pavlovna Ruská (č. x783)                        |                                                                                            | |
| 2.      | Hermína z Anhalt-Bernburg-Schaumburg-Hoymu       | 2. 12. 1797 Hoym                       | 14. 9. 1817 Pešť       | Viktor II. Karel z Anhalt-Bernburg-Schaumburg-Hoymu | Amálie Nasavsko-Weilburská (1776–1841)                    | 30. 8. 1815 Schaumburg: Josef Habsbursko-Lotrinský (č. 6), tohoto druhá manželka           | |
| 3.      | Alžběta Karolína                                 | 30. 7. 1820                            | 23. 8. 1820            | Josef Habsbursko-Lotrinský (č. 6)                   | Marie Dorotea Württemberská (č. 7)                        |                                                                                            | |
| 4.      | Alexander Leopold Ferdinand                      | 6. 6. 1825                             | 12. 11. 1837           | Josef Habsbursko-Lotrinský (č. 6)                   | Marie Dorotea Württemberská (č. 7)                        |                                                                                            | |
| 5.      | Hermína Amálie Marie                             | 14. 9. 1817 Budín                      | 13. 2. 1842 Vídeň      | Josef Habsbursko-Lotrinský (č. 6)                   | Hermína z Anhalt-Bernburg-Schaumburg-Hoymu (č. 2)         |                                                                                            | Dvojče Štěpána (č. 9), abatyše Tereziánského ústavu šlechtičen na Pražském hradě.                                            |
| 6.      | Josef Antonín                                    | 9. 3. 1776 Florencie                   | 13. 1. 1847 Budín      | Leopold II. (1747–1792)                             | Marie Ludovika Španělská (1745–1792)                      | 30. 10. 1799 Gatčinský palác u Petrohradu: Alexandra Pavlovna Ruská (č. x783)              | Uherský palatin (1796–1847).                                                                                                 |
| 6.      | Josef Antonín                                    | 9. 3. 1776 Florencie                   | 13. 1. 1847 Budín      | Leopold II. (1747–1792)                             | Marie Ludovika Španělská (1745–1792)                      | 30. 8. 1815 Schaumburg: Hermína z Anhalt-Bernburg-Schaumburg-Hoymu (č. 2)                  | Uherský palatin (1796–1847).                                                                                                 |
| 6.      | Josef Antonín                                    | 9. 3. 1776 Florencie                   | 13. 1. 1847 Budín      | Leopold II. (1747–1792)                             | Marie Ludovika Španělská (1745–1792)                      | 23. 8. 1819 Kirchheim unter Teck: Marie Dorotea Württemberská (č. 7)                       | Uherský palatin (1796–1847).                                                                                                 |
| 7.      | Marie Dorotea Württemberská                      | 1. 11. 1797 Carlsruhe (Pokój), Slezsko | 30. 3. 1855 Budín      | Ludvík Württemberský (1756–1817)                    | Henrietta Nasavsko-Weilburská (1780–1857)                 | 23. 8. 1819 Kirchheim unter Teck: Josef Habsbursko-Lotrinský (č. 6), tohoto třetí manželka | Marie Dorothea byla luteránka a do Palatinské hrobky mohla být pohřbena pouze se zvláštním povolením římskokatolické církve. |
| 8.      | Alžběta Klementina                               | 18. 3. 1865                            | 7. 1. 1866             | Josef Karel Ludvík Habsbursko-Lotrinský (č. 13)     | Klotylda Sasko-Kobursko-Gothajská (č. 15)                 |                                                                                            | |
| 9.      | Štěpán                                           | 14. 9. 1817 Pešť                       | 19. 2. 1867 Menton     | Josef Habsbursko-Lotrinský (č. 6)                   | Hermína z Anhalt-Bernburg-Schaumburg-Hoymu (č. 2)         |                                                                                            | Uherský palatin (1847–1848), dvojče Hermíny (č. 5).                                                                          |
| 10.     | Ladislav Filip                                   | 16. 7. 1875 Alcsút                     | 6. 9. 1895 Budapešť    | Josef Karel Ludvík Habsbursko-Lotrinský (č. 13)     | Klotylda Sasko-Kobursko-Gothajská (č. 15)                 |                                                                                            | Zemřel tragicky při lovu. |
| 11.     | Gisela Augusta                                   | 5. 7. 1897                             | 30. 3. 1901            | Josef August Habsbursko-Lotrinský (č. 21)           | Augusta Marie Luisa Bavorská (č. 22)                      |                                                                                            | |
| 12.     | Klotilda Marie                                   | 9. 5. 1884                             | 14. 12. 1903           | Josef Karel Ludvík Habsbursko-Lotrinský (č. 13)     | Klotylda Sasko-Kobursko-Gothajská (č. 15)                 |                                                                                            | |
| 13.     | Josef Karel                                      | 2. 3. 1833 Prešpurk (Bratislava)       | – 13. 6. 1905 Rijeka   | Josef Habsbursko-Lotrinský (č. 6)                   | Marie Dorotea Württemberská (č. 7)                        | 12. 5. 1864 Coburg: Klotylda Sasko-Kobursko-Saalfeldská (č. 15)                            | |
| 14.     | Matyáš Josef                                     | 26. 6. 1904                            | 7. 10. 1905            | Josef August Habsbursko-Lotrinský (č. 21)           | Augusta Marie Luisa Bavorská (č. 22)                      |                                                                                            | |
| 15.     | Klotylda Sasko-Kobursko-Saalfeldská              | 8. 7. 1846 Neuilly-sur-Seine           | 3. 6. 1927 Alcsút      | August Sasko-Kobursko-Gothajský (1818–1881)         | Maria Antonia Koháry de Csábrág (1797–1862)               | 12. 5. 1864 Coburg: Josef Karel Ludvík Habsbursko-Lotrinský (č. 13)                        | |
| 16.     | Marie Dorotea                                    | 14. 6. 1867 Alcsút                     | 6. 4. 1932 Alcsút      | Josef Karel Ludvík Habsbursko-Lotrinský (č. 13)     | Klotylda Sasko-Kobursko-Gothajská (č. 15)                 | 5. 11. 1896 Vídeň: Filip Orleánský (1869–1926)                                             | Manžel byl pohřben v Královské kapli sv. Ludvíka v Dreux ve Francii.                                                         |
| 17.     | Ladislaus Luitpold                               | 3. 1. 1901                             | 29. 8. 1946            | Josef August Habsbursko-Lotrinský (č. 21)           | Augusta Marie Luisa Bavorská (č. 22)                      |                                                                                            | |
| 18.     | Joseph Karl                                      | 7. 8. 1957                             | 8. 8. 1957             | Josef Arpád Habsbursko-Lotrinský (1933–2017)        | Marie Löwenstein-Wertheim-Rosenberg (1935–2018)           |                                                                                            | Vnuk arcivévody Josefa Františka (č. 19). Do roku 1992 pohřben ve Feldafingu.                                                |
| 19.     | Josef František                                  | 28. 3. 1895 Brno                       | 25. 9. 1957 Carcavelos | Josef August Habsbursko-Lotrinský (č. 21)           | Augusta Marie Luisa Bavorská (č. 22)                      | 4. 10. 1926 zámek Sibyllenort: Anna Monika Saská (č. 23)                                   | Do roku 1992 pohřben ve Feldafingu.                                                                                          |
| 20.     | Elisabeth Henriette                              | 9. 3. 1883                             | 8. 2. 1958             | Josef Karel Ludvík Habsbursko-Lotrinský (č. 13)     | Klotylda Sasko-Kobursko-Gothajská (č. 15)                 |                                                                                            | Do roku 1992 pohřbena ve Feldafingu.                                                                                         |
| 21.     | Josef August                                     | 9. 8. 1872 Alcsútdoboz                 | 6. 7. 1962 Straubing   | Josef Karel Ludvík Habsbursko-Lotrinský (č. 13)     | Klotylda Sasko-Kobursko-Gothajská (č. 15)                 | 15. 11. 1893 Mnichov: Augusta Marie Luisa Bavorská (č. 22)                                 | Do roku 1992 pohřben ve Feldafingu.                                                                                          |
| 22.     | Augusta Marie Luisa Bavorská z rodu Wittelsbachů | 28. 4. 1875 Mnichov                    | 25. 6. 1964 Řezno      | Leopold Bavorský (1846–1930)                        | Gisela Habsbursko-Lotrinská (1856–1932)                   | 15. 11. 1893 Mnichov: Josef August Habsbursko-Lotrinský (č. 21)                            | Do roku 1992 pohřbena ve Feldafingu.                                                                                         |
| 23.     | Anna Monika Saská z rodu Wettinů                 | 4. 5. 1903 Lindau                      | 8. 2. 1976 Mnichov     | Fridrich August III. Saský (1865–1932)              | Luisa Toskánská z habsbursko-lotrinského rodu (1870–1947) | 4. 10. 1926 zámek Sibyllenort: Josef František Habsbursko-Lotrinský (č. 19)                | Do roku 1992 pohřbena ve Feldafingu.                                                                                         |
| 23.     | Anna Monika Saská z rodu Wettinů                 | 4. 5. 1903 Lindau                      | 8. 2. 1976 Mnichov     | Fridrich August III. Saský (1865–1932)              | Luisa Toskánská z habsbursko-lotrinského rodu (1870–1947) | 28. 7. 1972 Ženeva civilní / 9. 9. 1972 Veyrier církevní: Reginald Kazanjian               | Do roku 1992 pohřbena ve Feldafingu.                                                                                         |
| 24.     | Sophie Klementine                                | 11. 3. 1899                            | 19. 4. 1978            | Josef August Habsbursko-Lotrinský (č. 21)           | Augusta Marie Luisa Bavorská (č. 22)                      |                                                                                            | Do roku 1992 pohřbena ve Feldafingu.                                                                                         |
| 25.     | Anna Theresia                                    | 19. 4. 1928                            | 28. 11. 1984           | Josef František Habsbursko-Lotrinský (č. 19)        | Anna Monika Saská (č. 23)                                 |                                                                                            | |
| 26.     | Magdalena Maria                                  | 6. 9. 1909                             | 11. 5. 2000            | Josef August Habsbursko-Lotrinský (č. 21)           | Augusta Marie Luisa Bavorská (č. 22)                      |                                                                                            | |

### Dočasně pohřbení
| Po-řadí | Jméno                                                    | Datum a místo narození | Datum a místo úmrtí | Otec                       | Matka                                                     | Datum a místo svatby, choť                                                   | Poznámky                                                                                               |
| ------- | -------------------------------------------------------- | ---------------------- | ------------------- | -------------------------- | --------------------------------------------------------- | ---------------------------------------------------------------------------- | --- |
| x783.   | Alexandra Pavlovna Ruská z rodu Holstein‑Gottorp‑Romanov | 9. 8. 1783 Petrohrad   | 16. 3. 1801 Budín   | Pavel I. Ruský (1754–1801) | Žofie Dorota Württemberská – Marie Fjodorovna (1759–1828) | 30. 10. 1799 Gatčinský palác u Petrohradu: Josef Habsbursko-Lotrinský (č. 6) | Od roku 2004 opět pohřbena v pro ní zbudované pravoslavné hrobní kapli v Ürömu (severně od Budapešti). |

## Galerie

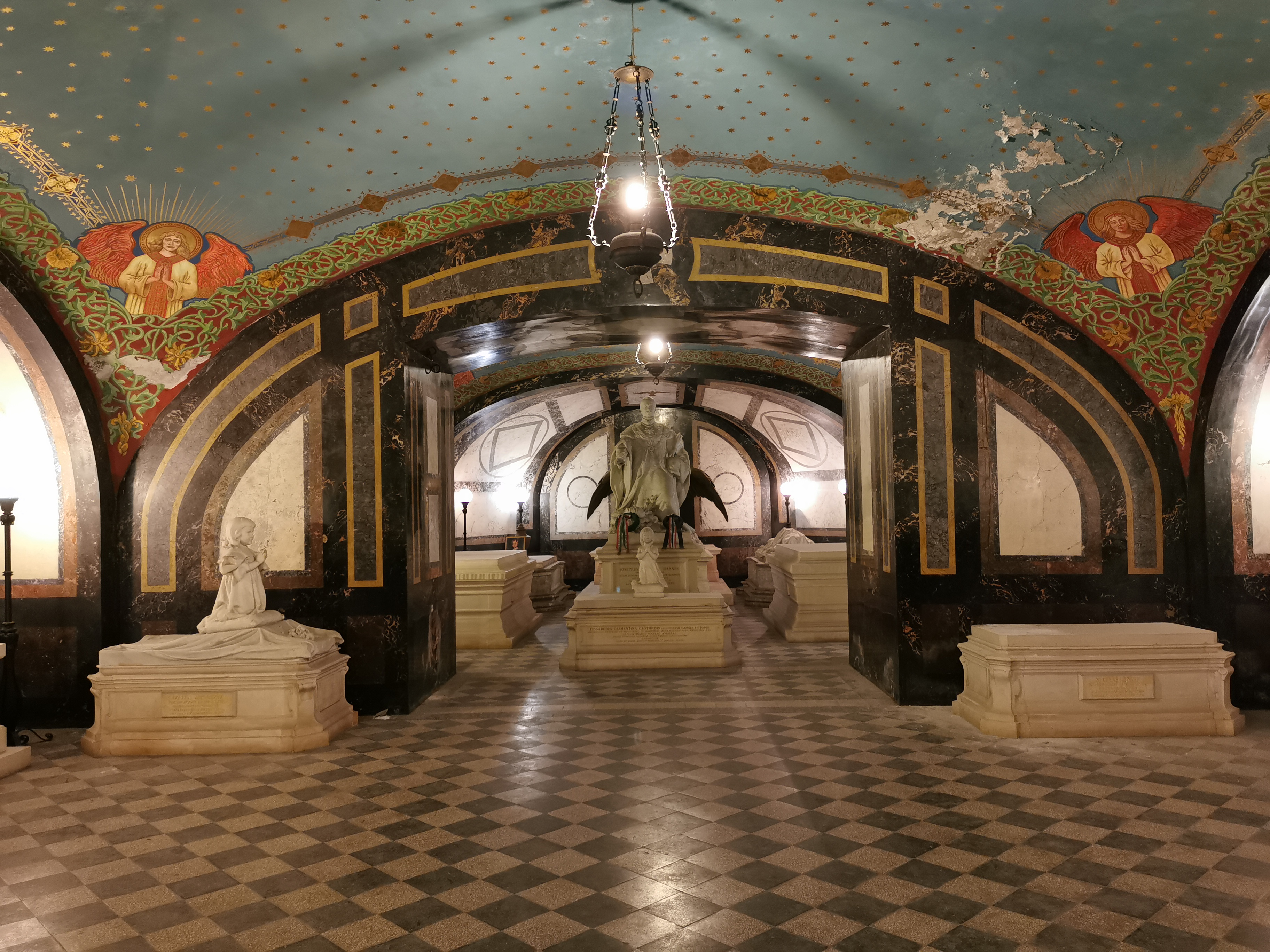
Pohled z druhé místnosti do první místnosti se sarkofágy arcivévody Josefa († 1847) a jeho rodiny
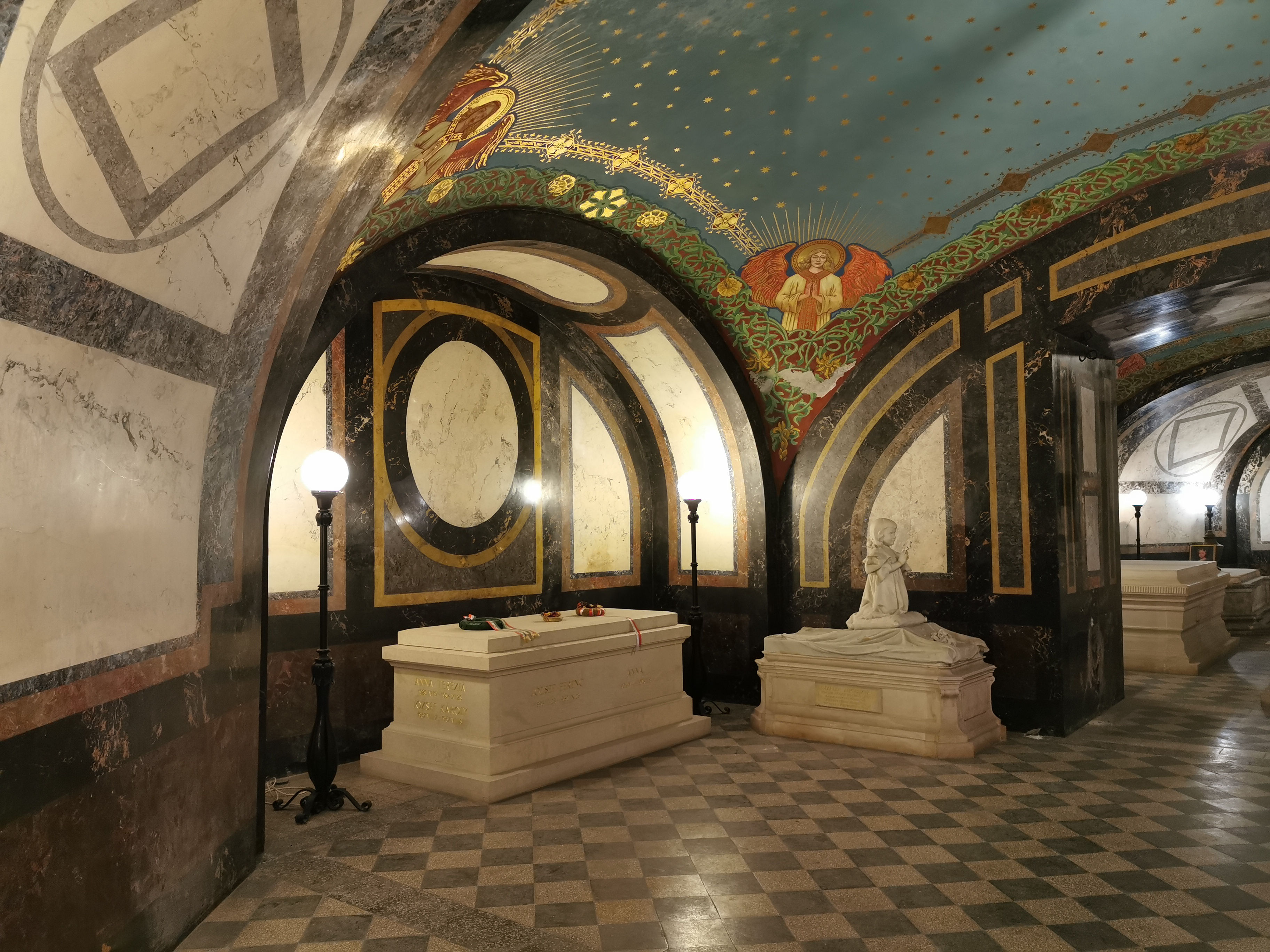
Pohled z druhé místnosti do první místnosti, zcela vlevo společný sarkofág arcivévody Josefa Františka († 1957) a jeho rodiny
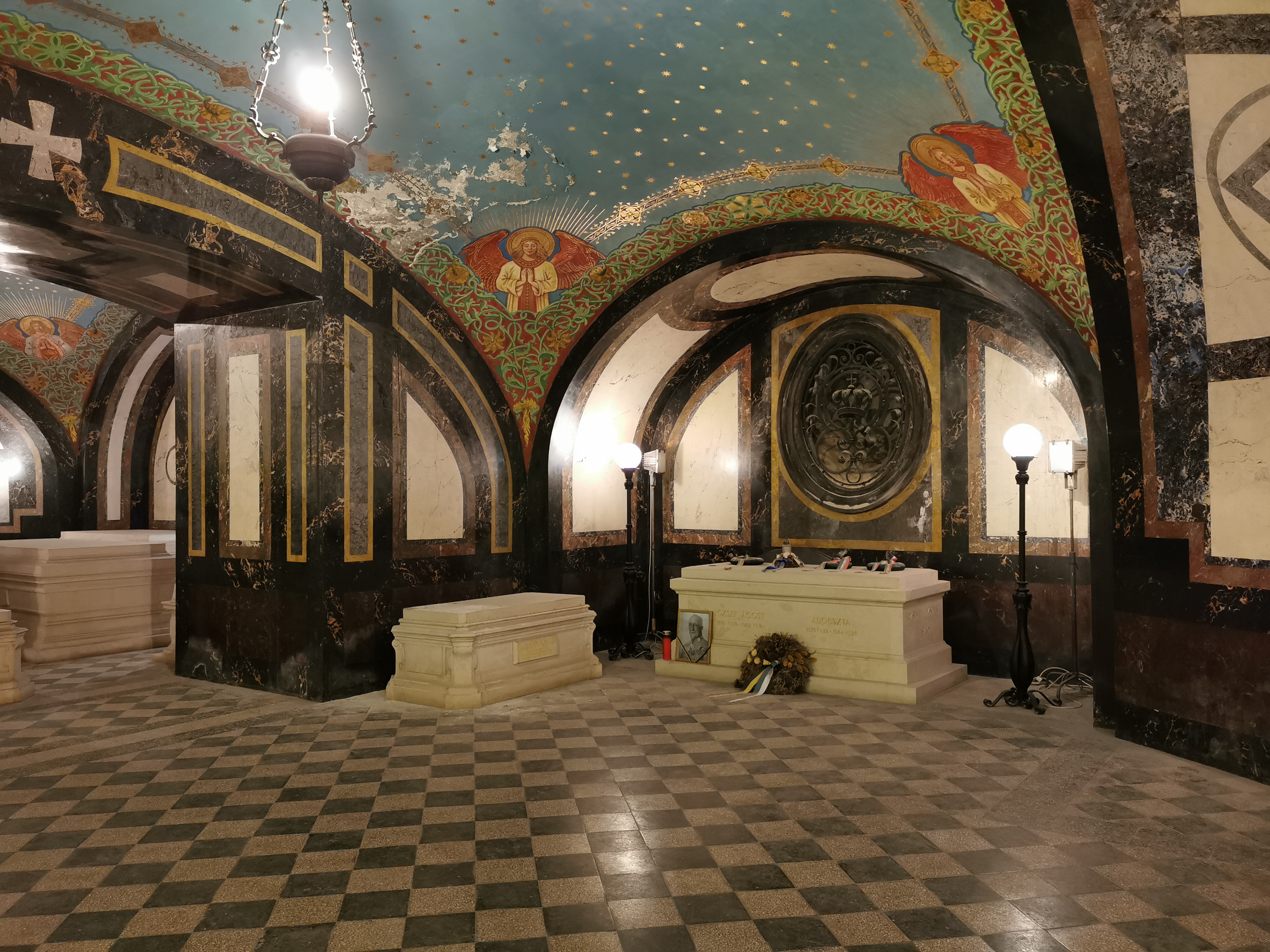
Pohled z druhé místnosti do první místnosti, zcela vpravo společný sarkofág arcivévody Josefa Augusta († 1962) a jeho rodiny
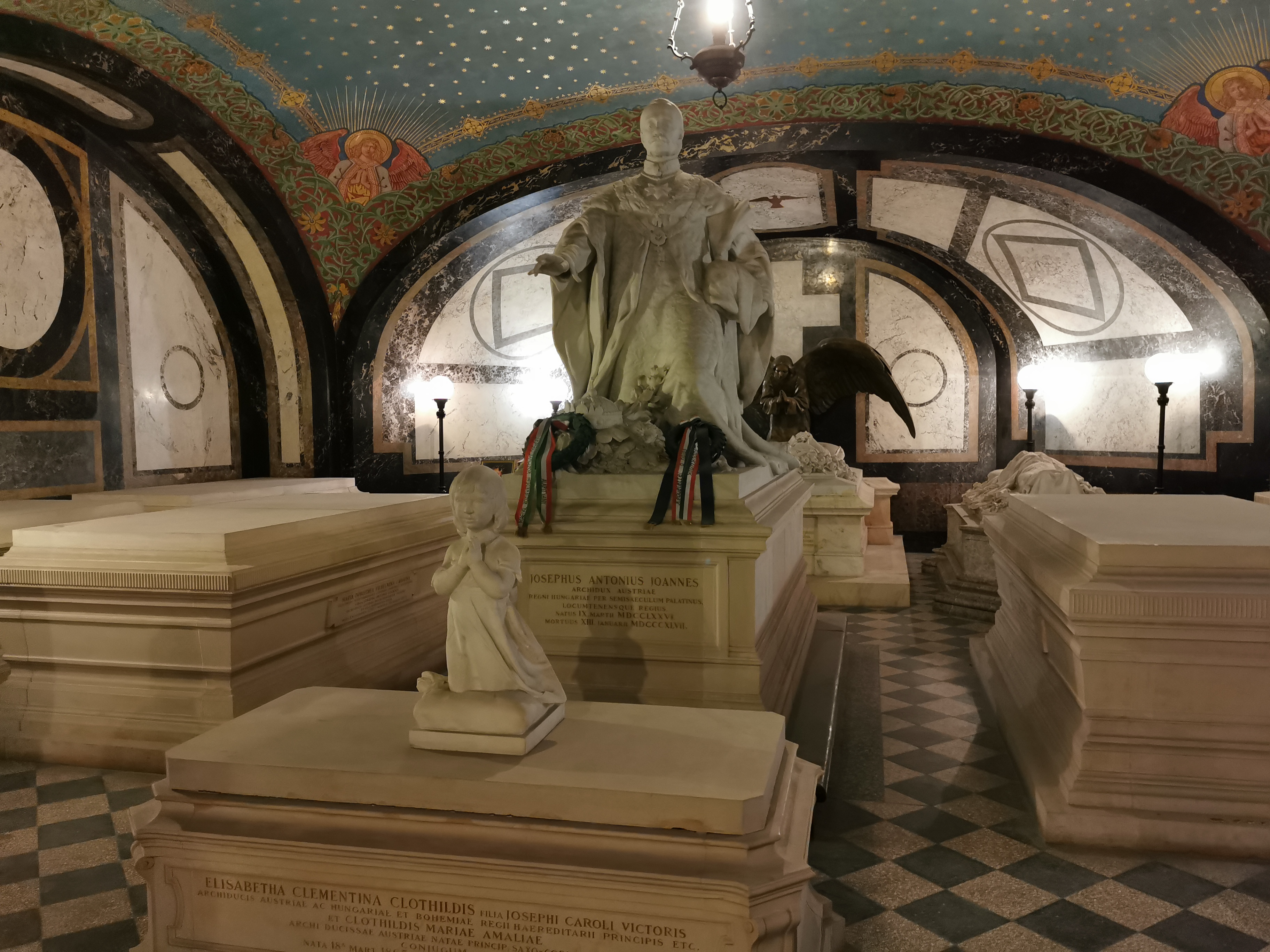
První místnost se sarkofágy arcivévody Josefa († 1847) a jeho rodiny